# Тарасенко Юрій Володимирович
Юрій Володимирович Тарасенко — майор Збройних сил України, учасник російсько-української війни, що загинув у ході російського вторгнення в Україну в 2022 році.

## Життєпис
Юрій Тарасенко народився 9 лютого 1973 року на Чернігівщині. Відслуживши у лавах Збройних сил Україні до військового звання майора пішов у запас. З початком повномасштабного військового вторгнення РФ в Україну пішов добровольцем захищати своє місто. Військову службу проходив у складі 21-го окремого мотопіхотного батальйону «Сармат» 56-тої окремої мотопіхотної бригади ЗСУ. Обіймав посаду командира стрілецької роти. Перший бій прийняли, обороняючи село Лукашівку Чернігівського району. Кривава та важка різня забрала до десяти воїнів, ще більше було поранено. Потім були бої за Количівці, Новоселівку та на околицях Чернігова. Серед загиблих 9 березня 2022 року біля села Лукашівку також був і 49-річний майор. Його тіло довго не могли поховати, через окупацію Чернігівщини. Потім довго тривала ідентифікація тіл загиблих. Прощання із трьома загиблими військовослужбовцями (крім Юрія Тарасенка, це — Олександр Івашина (загинув на третій день повномасштабного вторгнення росіян) та Євгеній Мовчан) відбулося у Чернігові 18 квітня 2022 року. Хоробрих захисників Чернігова поховали у Ялівщині.

## Нагороди
- Орден Богдана Хмельницького III ступеня (2022, посмертно) — за особисту мужність і самовіддані дії, виявлені у захисті державного суверенітету та територіальної цілісності України, вірність військовій присязі [2].